# Ernst Dettmers
Ernst Wilhelm Ferdinand Dettmers (* 19. Januar 1808 in Berlin; † 25. Mai 1850 ebenda) war ein deutscher Maler, Lithograf und Besitzer eines lithografischen Instituts.

## Leben
Ernst Dettmers war ein Sohn des Tischlermeisters Johann Friedrich Dettmers und studierte ab 1826 an der Berliner Akademie der Künste. Ab 1830 arbeitete er als Porträtmaler und war ab 1831 Besitzer einer Steindruckerei (lithografisches Institut) in Berlin. Ab 1838 firmierte er als Steindruckerei-Besitzer und Lithograf. Am 18. August 1849 wurde er von der Akademie der Künste zum akademischen Künstler ernannt und starb nur wenige Monate später im Alter von 42 Jahren. Nach Ernst Dettmers’ Tod am 25. Mai 1850 übernahm seine Frau Pauline Dettmers die Firma vorm. E. Dettmers und führte sie unter der technischen Leitung ihres Schwagers August Dettmers fort, der seit 23 Jahren in diesem Geschäfte tätig war.